# Clay Weatherly
Clay Weatherly (ur. 1910 w Harman, Illinois, zm. 30 maja 1935 na Indianapolis Motor Speedway, Indianapolis, Indiana) – amerykański kierowca wyścigowy. Zginął podczas wyścigu Indianapolis 500 w 1935 roku.

## Starty w Indianapolis 500
| Rok  | Nadwozie | Silnik | Start | Wynik | Uwagi              |
| ---- | -------- | ------ | ----- | ----- | ------------------ |
| 1935 | Stevens  | Miller | 25    | 32    | Śmiertelny wypadek |